# Orchestra Philarmonica Destherrense
A Orchestra Philarmonica Destherrense ou Orphides (apelido carinhoso para os íntimos) foi uma atração popular do carnaval de Florianópolis entre os anos de 1959 e 2008. Fundada em 20 de fevereiro de 1959, na cidade de Florianópolis, Santa Catarina, Brasil, em resposta a uma Portaria da Secretaria de Segurança Pública que proibia o uso de roupas femininas pelos blocos de sujos durante o carnaval da Ilha. Em protesto contra essa proibição, os integrantes do planejado bloco de sujos “As Desapercebidas do Amor” fundaram a histórica Orchestra Philarmonica Destherrense.
A Orchestra Philarmônica Destherrense gozou do conceito de ser um misto de Bloco e Teatro Carnavalesco, situando-se entre os Blocos de Sujo e as Escolas de Samba. Segundo notícia do Jornal Diário Catarinense, em 19 de janeiro de 1997, “Os músicos da Philarmônica procuram preencher os espaços vazios da cidade, aqueles locais onde não há palcos armados para a folia”.

### Fundação
A publicação de uma Portaria da Secretaria de Segurança Pública do Estado de Santa Catarina, no ano de 1959, proibiu o uso de roupas femininas pelos blocos de sujos no carnaval da Ilha. A lei era clara: “travestido vai preso!”.
A publicação da Portaria impedia a continuidade do desfile do bloco de sujos “As Desapercebidas do Amor”, formado pela “Turma da Bocaíuva”, que era composto por 36 integrantes que desfilavam com vestidos tubinho confeccionados pela costureira do grupo, Marina Beatriz Barreto Cavallazzi. As peças eram produzidas com tecido de “chitinha” adquirido nas Casas Pernambucanas da rua Felipe Schmidt. O bloco não tinha acompanhamento musical, mas contava com o apoio de vários amigos que, mesmo sem fantasias, assistiam e davam palpites pelas calçadas. Entre esses amigos estavam “China”, Serginho Paladino, Beto Ganso, o festejado escritor Aulo Vasconcelos, entre outros, além do inseparável irmão caçula de Tullo Cavallazzi, Milton Cunha Cavallazzi.
Segundo Tullo Cavallazzi, maestro e um dos fundadores da Orchestra Philarmonica Destherrense, “quase às vésperas do Carnaval, os foliões foram surpreendidos por uma portaria da Secretaria de Segurança Pública que proibiu o uso de roupas femininas pelos blocos de sujos. O então governador Celso Ramos havia nomeado um político para o cargo na Secretaria de Segurança Pública, que resolveu moralizar a festa de Momo por Portaria”. Em virtude da proibição, os foliões do bloco tentaram argumentar pessoalmente com o Diretor de Armas e Diversos, mas foi em vão: “Quem sabe fantasia de brucutu, com uma saca de linhagem como roupa?” — “Não, isso vai parecer um vestido! Está proibido qualquer subterfúgio”, respondeu um comissário.
Segundo Tullo Cavallazzi, maestro e um dos fundadores da Orchestra Philarmonica Destherrense, “quase às vésperas do Carnaval, os foliões foram surpreendidos por uma portaria da Secretaria de Segurança Pública que proibiu o uso de roupas femininas pelos blocos de sujos. O então governador Celso Ramos havia nomeado um político para o cargo na Secretaria de Segurança Pública, que resolveu moralizar a festa de Momo por Portaria”. Em virtude da proibição, os foliões do bloco tentaram argumentar pessoalmente com o Diretor de Armas e Diversos, mas foi em vão: “Quem sabe fantasia de brucutu, com uma saca de linhagem como roupa?” — “Não, isso vai parecer um vestido! Está proibido qualquer subterfúgio”, respondeu um comissário.

Em consequência à proibição, em um domingo de fevereiro, Tullo Cavallazzi, reunido com os cunhados Alexandrino Barreto Neto e João Batista Barreto e um grupo de amigos, discutia como burlar a proibição de saírem vestidos de mulher. Foi então que alguém teve a brilhante ideia: “Quem sabe desmontamos a velha bateria musical do Batista e com as peças formamos um conjunto que não toque música de carnaval e vamos dar um concerto em pleno coreto do jardim?” (referindo-se ao velho coreto do Jardim da Praça XV, até hoje existente).

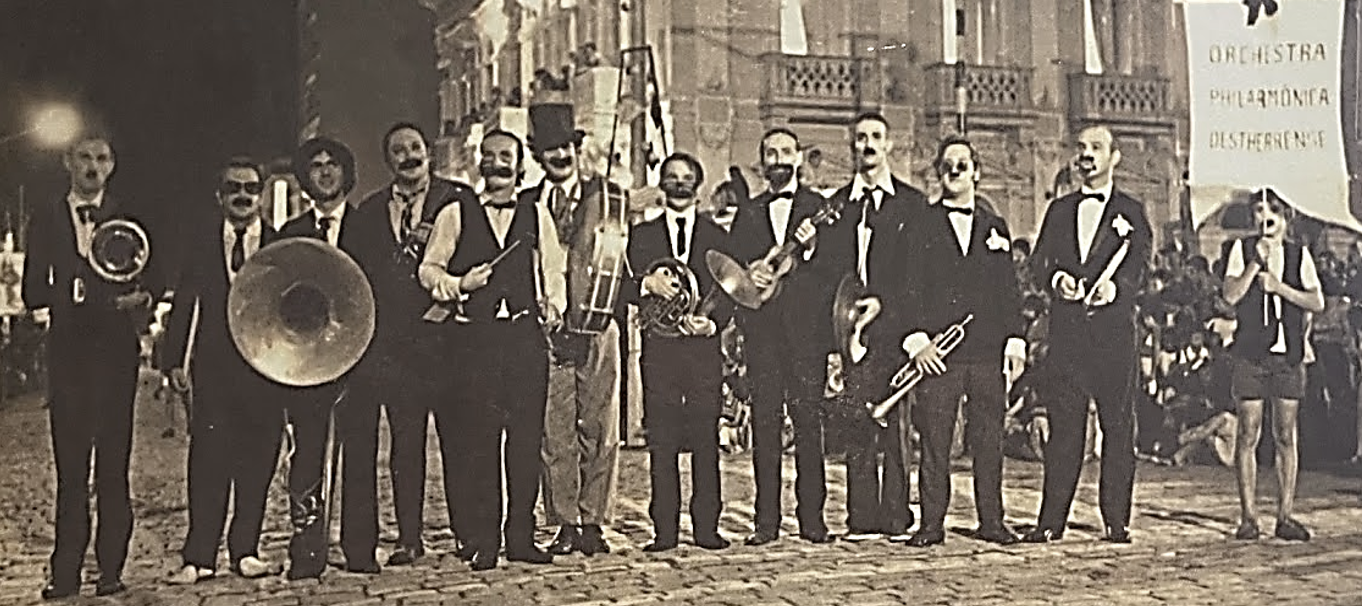
Orchestra Philarmonica Destherrense nos primeiros desfiles na cidade de Florianópolis

A ideia foi prontamente acolhida e posta em prática. Houve a concordância geral de que o nome deveria ser bem sério - para evitar ofender a polícia e, além disso, ironizar a Portaria, garantindo seriedade ao novo bloco. Com a ideia de remeter o conjunto musical aos famosos e respeitosos saraus da década de 30, o nome deveria remeter à alta técnica de música clássica e garantir ao grupo ares de Sinfônica que pudesse representar a cidade como um imponente conservatório musical. Surgiu então o nome “Orchestra Philarmonica Destherrense”. A presença dos “CH”, “PH” e “TH” no nome da Orchestra já sugeria que havia sido criada em um período de outrora, carregando toda a história de sua criação.

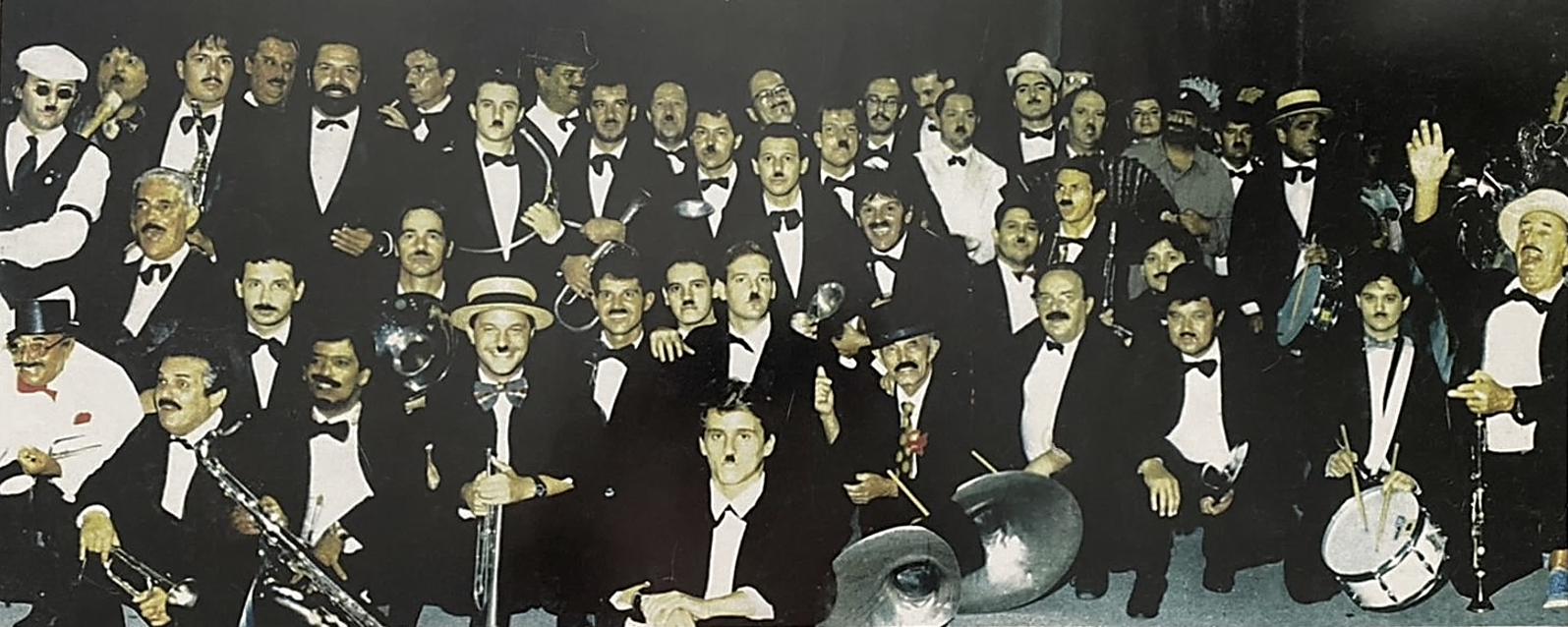

Tullo Cavallazzi pintou um cartaz em forma arredondada e colou na face do bumbo da bateria já desmontada do João Baptista Barreto. Enquanto isso, outros membros do grupo bolaram como seriam os trajes, a filosofia do grupo, as pretensões, as regras básicas e tudo mais que acabaria por tornar a Orchestra Philarmonica Destherrense um forte grupo de amigos, familiares e patrimônio cultural, como dizia o Maestro: “sem dono”.
Muitos dos idealizadores da Orchestra Philarmonica Destherrense não participaram do primeiro desfile, mas também são seus fundadores. O próprio Maestro Tullo Cavallazzi citava alguns importantes membros que não estavam no primeiro grupo, mas que são considerados fundadores por toda a contribuição espirituosa de seus palpites e apoio logístico.

Traje a rigor ou ternos de linho, polainas, bigodes postiços, tudo levando a crer que o que buscavam rememorar os tempos de outrora. Completando a indumentária, suspensórios e chapéu coco: assim, quis o destino que de um ato e dissidência política, em forma de protesto, viesse a surgir a histórica Orchestra Philarmônica Destherrense:
“Oito homens vestidos impecavelmente de fraque param no centro de Florianópolis. Um deles arruma a partitura e prepara solenemente uma apresentação de flauta. Pela pose, o público que estava na Praça XV para assistir ao Carnaval de 1958 aguça o ouvido para saborear, talvez, a Pequena Serenata Noturna, de Mozart, a Marcha Eslava, de Tchaikovsky, ou, quem sabe, Vozes da Primavera, de Stauss. O músico solta os primeiros acordes e os ouvidos atentos levam um tapa: saiu da flauta uma mistura de Valdic Soriano com Falcão, mixado com os piores sucessos de Tiririca. A maioria só não jogou tomate porque a safra já tinha acabado. Na época, poucos perceberam a forma de protesto proposto pela Orchestra Philarmónica Destherrense, cuja figura do mastro foi criada pela absoluta falta de instrumento para os oito integrantes do bloco.” 
Após ganhar popularidade, era muito comum as pessoas da cidade compararem alguma situação desorganizada à Philarmonica: 
“- Os serviços do Poder Público estão uma numa tremenda esculhambação. Ninguém se entende! Tá pior que a Philarmônica Destherrense!”.

### O Primeiro Desfile daOrchestra Philarmonica Destherrense
O primeiro desfile da Orchestra Philarmônica Destherrense aconteceu no sábado de Carnaval e consistiu em uma caminhada lenta, com sete ou oito músicos carregando seus instrumentos sem tocá-los. O Maestro carregava uma estante para colocar o livro de partituras e uma indefectível batuta (segundo ele próprio, batuta pertencente ao seu sogro Hildebrand Barreto que em sua juventude soprava uma flauta de ébano com duvidosa desenvoltura musical).
Durante o desfile, quando, no entorno do grupo, se fazia razoável a presença de público, todos os músicos paravam e iniciavam o ritual de preparação para o concerto: o Maestro armava a estante, colocava as partituras sobre ela e folheava aqueles documentos como se procurasse alguma obra determinada. O Batista abria uma velha caixa de madeira e retirava dela uma flauta em três partes, montava-a e começava a dar os primeiros acordes a título de ensaio. Todos muito sérios, ninguém ria.

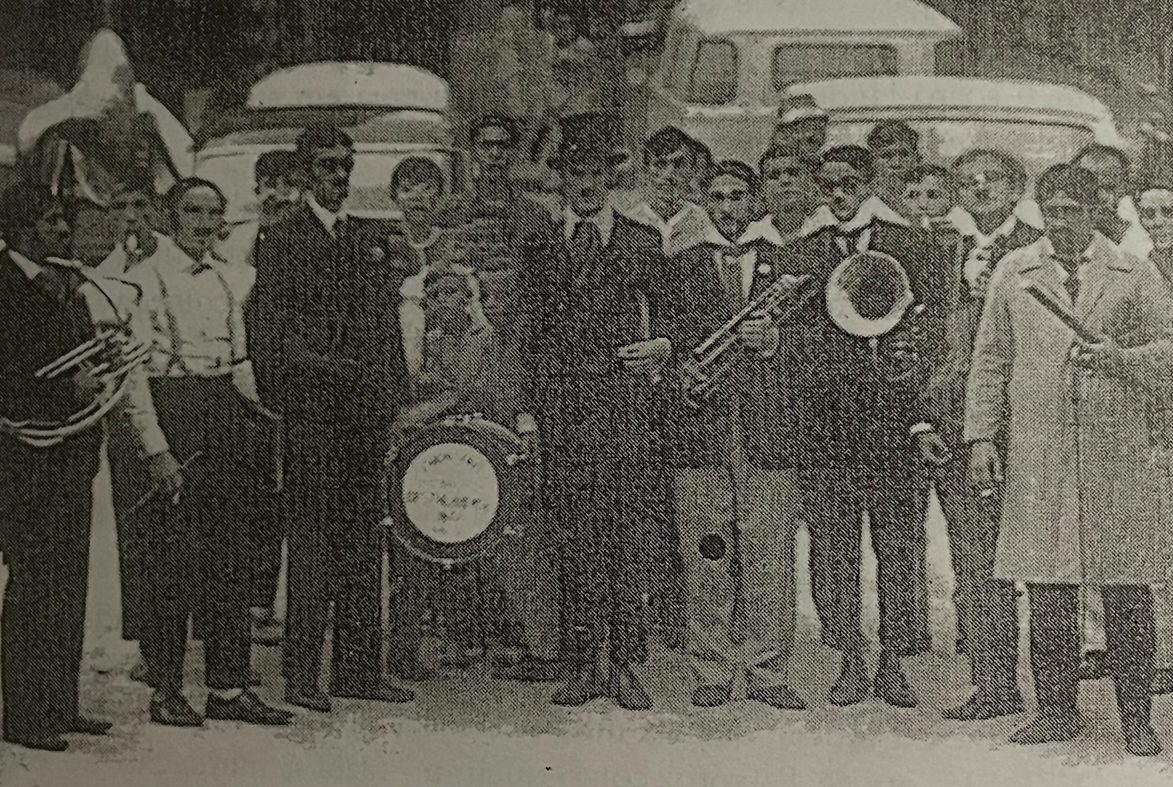

A expectativa era geral e, em forma de meio círculo, iniciou-se o espetáculo: Batista com sua flauta soltava acordes de uma valsa sem nome, que ele dizia ser de sua própria autoria e chamava “O Voo da Gaivota”, Zé Peixoto fazia a marcação do bumbo, enquanto o Alfredinho se esforçava com o virtuoso violino que pertencia a seu pai. Paulo Brito mais dançava do que tocava, girando seu chapéu palheta em gestos alucinantes e fora do ritmo. Abílio tocava o prato da bateria desmontada. Toninho Gonzaga, de paletó azul com riscas de giz era o único que não vestia preto e dedilhava o violão que o Xandoca comprou com seu primeiro ordenado. Já o Xandoca tocava caixa-clara, revezando às vezes, com um velho bombardão.

Quando a banda iniciou os primeiros acordes, após toda a encenação dos preparativos, o público ficou entre a decepção e o aplauso. Não sabia se chorava ou se ria. Sentimento que por mais de 50 anos foi replicado em centenas e centenas de apresentações da Orchestra. Enfim, o fato estava criado: estava fundada a primeira orquestra em que ninguém sabia tocar qualquer instrumento ou, melhor, uma orquestra em que “ninguém tocada nada”.

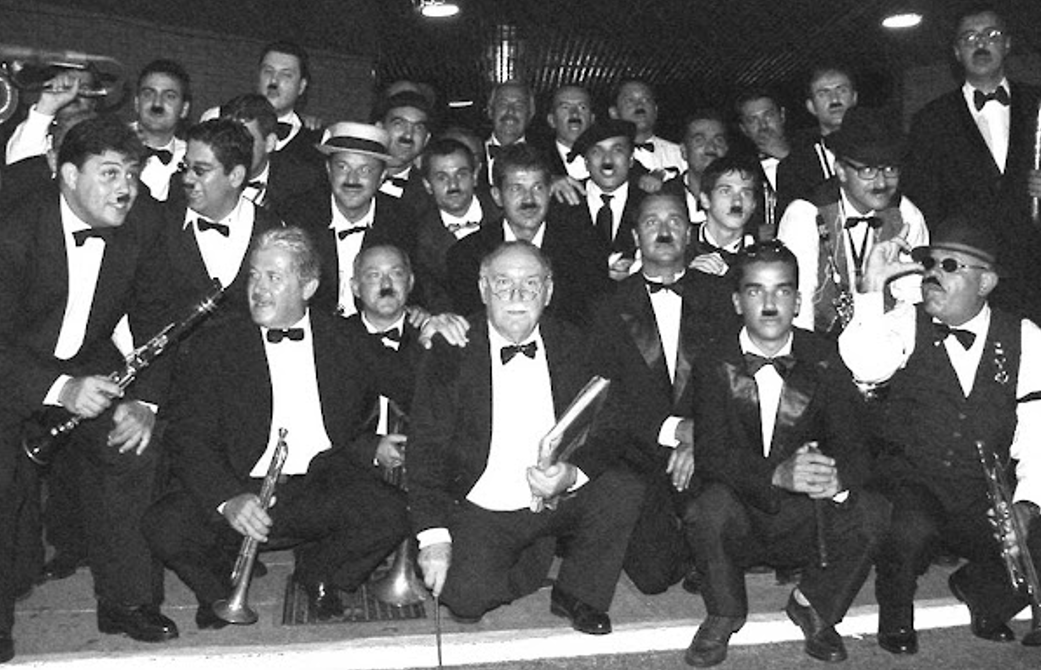

Após o primeiro desfile, o trajeto da Orchestra Philarmonica Destherrense era definido a cada ano, sempre com a saída da sede, na rua Saldanha Marinho, em direção às ruas do centro da cidade. Depois, a sede foi transferida para a casa do próprio Maestro Tullo Cavallazzi, ao lado do Shopping Beira Mar.  

### Reconhecimento da Orchestra Philarmonica Destherrense
No carnaval de 1971, o “alcaide” Ary Oliveira reconheceu oficialmente a Orchestra Philarmônica Destherrense como parte do carnaval de rua de Florianópolis, concedendo-lhe o direito de desfilar por dentro das cordas, em plena passarela do carnaval oficial.
Em 29 de abril de 2024, a Cidade de Florianópolis declarou como de utilidade pública a Orchestra Philarmônica Destherrense.
Para o Maestro Tullo Cavallazzi, “Carnaval é coisa séria”, e, apesar dos músicos da Orchestra Philarmônica Destherrense nada tocarem, dava ênfase para a disciplina e observação dos padrões estabelecidos pelo grupo, pois eram essenciais para que se mantivesse a identidade e principalmente a graça exigida pelo Carnaval. Por isso, em 1970, a Orchestra Philarmônica Destherrense resolveu editar um regulamento, no qual descrevia todos os direitos e deveres dos músicos, bem como as definições de seus departamentos e as regras de funcionamento.

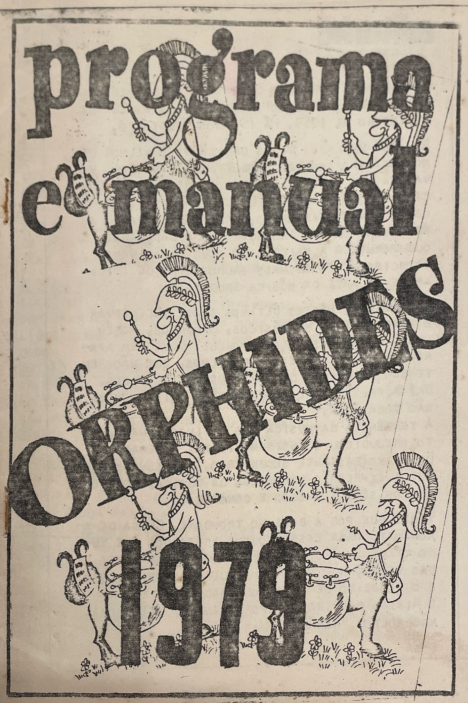
Programa Manual Orphides 1979

Conforme o art. 16 do Capítulo VII - Dos Sócios, do Regulamento da ORPHIDES, a Orchestra propriamente não tinha sócios e sim músicos, que eram classificados da seguinte maneira:
Músico Benemérito - aquele que é membro funda da Orchestra, seu protetor e componente nato do Grande Conselho, que está acima da Diretoria e de qualquer futrica que porventura surge. A eles os mais jovens devem pedir conselhos e tomá-los como exemplo. Além dos fundadores, somente pessoas de elevado QI musical, podem alcançar tal honraria.
Músico Notável - aquele que se apresenta há mais de três anos consecutivos, mas não possui gabarito para ser promovido, apesar de possuir, inclusive, instrumento próprio. Está a caminho da benemerência.
Músico, Simplesmente Músico - aquele que se apresenta a menos de três anos, tem vestimenta própria, consegue instrumento emprestado, chega na hora certa, pergunta se tem que pagar mensalidade e na hora se ir embora, ainda agradece por ter sido aceito no sistema. Está a um passo de ser Músico Notável.
Músico Novato - aquele que sai pela primeira vez. É um deslumbrado. Sua conduta é fiscalizada pelo músico que o apresentou à Diretoria. Esta espécie não tem direito a palpites e nem a voto.
Músico ameaçante - aquele indivíduo, de qualquer sexo, que vendo a Philarmônica passar, exclama: “Ainda vou sair nesta banda!” Dito isto por três anos seguidos ou cinco alternados, sem se habilitar a desfilar, será automaticamente considerado esta espécie e inscrito no rol dos Músicos Ameaçantes.
Foi no dia de estreia que começaram a aparecer os famosos “músicos ameaçantes”. Um dos pioneiros foi o Murilo Pirajá Martins. A denominação deste tipo de músico “ameaçante” foi dada pelo Maestro, constando em regulamento como “o indivíduo de qualquer credo político religioso que ao ver a banda passar exclama em voz alta: ainda vou sair nessa orquestra”. A Orchestra Philarmônica foi então escrevendo a sua história. São inúmeras as pessoas que integraram a orquestra representando boa parte da fina flor da cultura mané, de todas as classes e representações da cidade de Florianópolis.
Utilizando a casa da sogra como a sede da Orchestra, Tullo Cavallazzi recepcionou durante todo o período de desfiles os músicos e seus familiares, marcado sempre por um “esquenta” com um bom churrasco, bebidas (a bebida oficial era a Cuba de Run Montilla), contando com a participação familiar de crianças e esposas, finalizada por uma canja de galinha tradicional, servida depois de todos os desfiles.

### Teste para Admissão de Novos Músicos
Era tradição da Orchestra Philarmônica, o famoso teste de admissão de músico realizado um pouco antes da banda sair. Criava-se uma grande expectativa aos novatos de que era necessário um teste perante a Orchestra formada para saber se o candidato estaria apto ao ingresso. Era uma espécie de prova oral com a presença do público. Os mais deslumbrados ficavam quietos, nervosos e curiosos a respeito da matéria exigida para prova. O teste era feito individualmente e cada candidato tocava seu próprio instrumento. Era designada uma comissão de avaliação composta sempre de três músicos veteranos de alto saber musical. A nomeação da comissão era em cima da hora para evitar indesejáveis lobbies. E era terminantemente proibido o uso de partituras durante o teste. Quando se tinha tempo disponível o teste era realizado na sede e quando estava com pressa o teste era realizado já momentos antes da saída da orquestra. Apesar de todo rigor nunca ninguém foi reprovado por não saber tocar já que era a única exigência que determinava a aprovação do candidato.

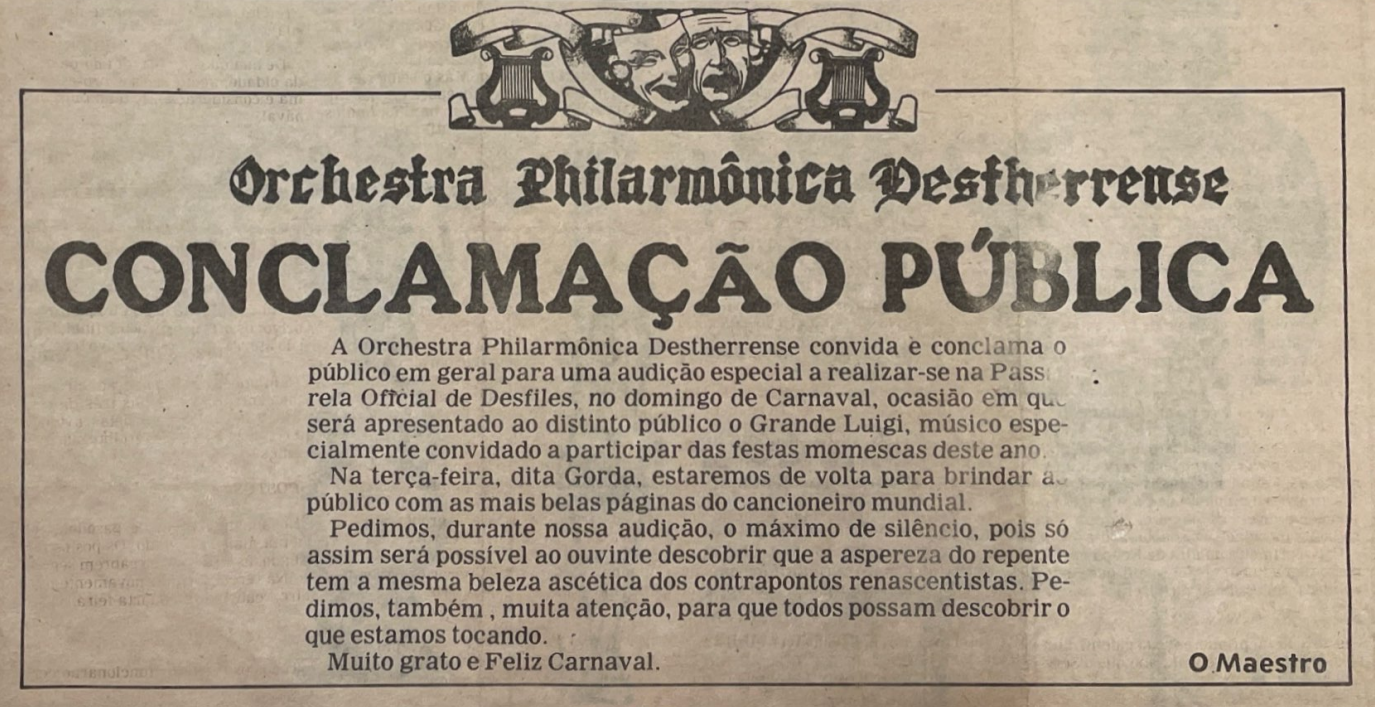
“A Orchestra Philarmônica Destherrense convida e conclama o público em geral para uma audição especial a realizar-se na passarela oficial de desfiles no domingo de Carnaval ocasião que será apresentado o grande Luigi, músico especialmente convidado a participar das festas momentos do ano. Na dita terça-feira, estaremos de volta para brindar ao público com as mais belas páginas do cancioneiro mundial. Pedimos, durante nossa audição, máximo de silêncio, pois só assim será possível ao ouvinte descobrir que a aspereza do repente tem a mesma beleza estética dos contrapontos renascentistas. Pedimos também muita atenção, para que todos possam descobrir o que estamos tocando. Feliz Carnaval.”

Outro fato marcante na história da Philarmônica era a chamada conclamação pública. Com a finalidade de criar clima e convocar os músicos para os festejos de Momo, a Orchestra lançava uma manchete nos jornais da capital. 
Outra particularidade a ser descrita é sem dúvida alguma o caráter espontâneo da constituição e manutenção da Orche 
stra Philarmônica. Uma pergunta de rotina feita pelos jornalistas e pelo público era em relação aos “custos” da Orchestra. O maestro costumava responder que o custo era zero. Não tinha mensalidade, anuidade, rifa ou qualquer outro bônus. Não passava livro de ouro, não pedia pra rachar despesas. Nada, nada. As ajudas eram espontâneas, como o Nelson que trazia uma cervejinha e uma bandeja de galinha, a turma do Koerich que também comparecia com uma carne, carvão, gelo e suas caixinhas de cerveja. A turma do Guasco, Martins, Camilli, Barretos, os Duarte, os Bittencourt, os Cavallazzi, os Mokozados, as Aeróbichas, enfim todos sempre cooperaram com a manutenção da Orchestra. Quanto à decoração, instrumentos, material para bigodes e outras coisas, o Maestro sempre se encarregava através dos tempos. 

## Participação em Eventos da Cidade

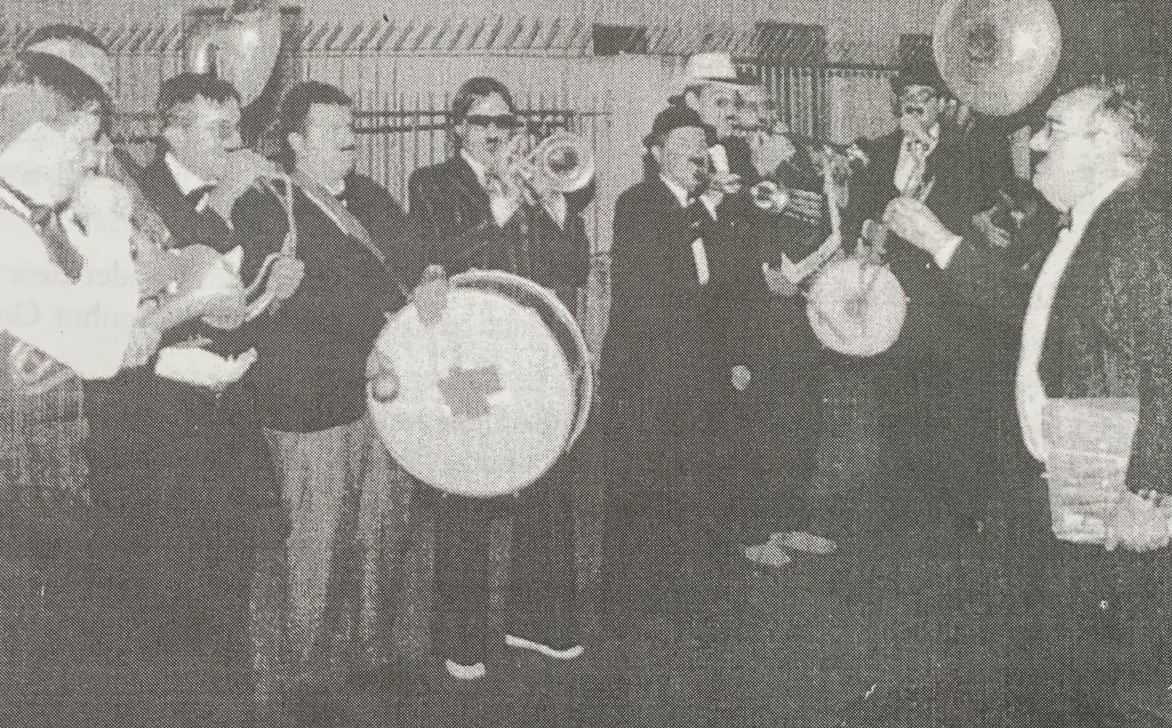

O fato é que após alguns anos a Orchestra ganhou notoriedade e tornou-se um ícone do Carnaval ilhéu. Por ser destaque, passou a ser convidada para a abertura do desfile das escolas de samba, ainda realizado na avenida Paulo Fontes como símbolo do primeiro ato oficial de Carnaval. Ali a Philarmônica proporcionou grandes momentos ao público que aguardava o início dos desfiles oficiais.
Desfilando como uma banda marcial, mas com evoluções malucas, o maestro Tullo Cavallazzi, por vezes, entrou com a Philarmônica em sentido inverso da passarela, surpreendendo o público e os organizadores que corriam desesperados pelos portões e limites para reorganizar os espaços. No desfile, além das evoluções malucas, faziam movimentos surpreendentes, como por exemplo, toda a Orchestra entrando com músicos abaixadinhos, acocorados ou às vezes com o instrumento embaixo do braço, apenas assoviando o clássico “A ponte sobre o rio Kwai”. O trajeto da Orchestra Philarmônica até a passarela do samba e o retorno da passarela até a sede eram de fato os desfiles em que ela proporcionava maior interação com o público. Por vezes vendo uma aglomeração maior a Orchestra parava no local e executava uma só música ou, mesmo ao passar defronte a uma residência e observar uma só senhora ou uma família na sacada, executava ali mesmo um concerto particular em tom de homenagem.

### Primeira Caminhada Cívica de Florianópolis (1977)
Alguns eventos ficaram marcados na história da Orchestra. Um deles foi a Primeira Caminhada Cívica de Florianópolis realizada em um domingo de setembro de 1977, quando o então governador Marcos Henrique Büechler solicitou ao Maestro que a Orchestra Philarmônica Destherrense conduzisse a primeira caminhada cívica a pé de Florianópolis. Tratava-se de uma homenagem ao Brasil na semana da Pátria. O cortejo foi acompanhado pelo ex-governador, pelo prefeito, e pelo Coronel do Exército, sr. Janone. A caminhada saiu defronte à Catedral, em marcha até a avenida Rubens de Arruda Ramos, onde foi realizado um desfile escolar em homenagem ao dia da independência. 

### Desfile de 7 de Setembro de 1976
Outro episódio marcante foi em 1976 quando o governador Antônio Carlos Konder Reis pediu a presença da orquestra no desfile do dia 7 de setembro. Naquela oportunidade a Orchestra Philarmônica Destherrense desfilou com mais de 100 músicos encantando toda a população que se juntou para aplaudi-la em plena Beira Mar Norte. 

### Apresentação no CIC com "Rua a Banda"
Em certa oportunidade a Orchestra Philarmônica Destherrense foi convidada para tocar no Teatro do Centro Integrado de Cultura durante a apresentação do conjunto musical conhecido como da “Rua a Banda”. Naquela oportunidade os músicos foram reunidos na casa do Maestro, na rua Souza França, hoje denominada Rua Maestro Tullo Cavallazzi, e a partir dali iniciaram o esquenta para a grande apresentação no teatro do CIC. Foi uma noite memorável pois a plateia da banda de rock não imaginava que após as primeiras músicas, no fechar das cortinas, apareceria para o bis justamente a antológica Orchestra Philarmônica Destherrense. 

### Ato de Fundação doBerbigão do Boca(1994)
O Berbigão do Boca foi fundado para levar a cabo um movimento capaz de recuperar o então “falido” Carnaval de rua de Florianópolis. A reunião teve a presença de Tullo Cavallazzi e Roberto Laus, e foi realizada no antigo Pirão, Restaurante da Beira Mar Norte, onde estavam todas as pessoas que têm envolvimento direto com o carnaval da cidade, inclusive Paulinho Abrahm, que hoje dá nome ao bloco. Como é sabido, as figuras marcantes do carnaval são eternizadas no bloco, em forma de boneco, e, com o falecimento do Maestro, em 2008, a bloco o homenageou no ano seguinte, eternizando-o também com um dos bonecos do Berbigão do Boca.
No seu primeiro ano, a Orchestra Philarmônica Destherrense desfilou apenas com seus fundadores João Batista Barreto, Alexandrino Barreto Neto ("Xandoca"), José Roberto Peixoto ("Ze Bia"), Abílio Noronha Dias, Antonio Gonzaga, Paulo Brito ("Cabrita"), Ruy Neves Gonçalves e Tullo Cavallazzi.

### Figuras Históricas
"Anão Luizinho" (Músico), Armando Hocker e Ruy Neves Gonçalves (Músico emérito).
Destaca-se a função o Estandarte, que foi exercida pelo Zezeco, filho do Maestro, dentre outras funções especiais. Mas, a figura mais marcante, sem dúvida alguma, era a do falso “fotógrafo” que acompanhava todos os concertos, fazendo um espetáculo particular. Como fotógrafo “lambe-lambe”, o jovem Roberto Laus, recém integrado ao grupo, precisava de uma máquina e, por isso, partindo de uma caixa de uísque Drurys, o Maestro, que também era artista plástico reformou-a e pintou-a de preto, improvisando uma tampa de Toddy como se fora uma lente e para aparentar que era uma coisa séria a colocação de uma lâmpada queimada, com bocal e tudo, que retirou de seu velho fusca. O fundo da caixa era aberto e um pano preto foi providenciado para que não entrasse claridade e estragasse um suposto filme. Para dar mais veracidade ainda na máquina, foram colocadas nas laterais uns 20 retratos trazidos da repartição do próprio Maestro, tirados de fichas funcionais antigas. Colocado um tripé e estava pronta a máquina! Durante todo o período o ofício de fotógrafo da Philarmônica foi exercido por Roberto Laus, que incorporou o tipo e fez teatro em suas apresentações, sempre marcadas pelo bom gosto e o humor.
O Maestro, Tullo Cavallazzi, também tem seu reconhecimento como artista e um dos fundadores da Orchestra Philarmônica Destherrense, assim como importante figura na história da cultura e do carnaval na cidade de Florianópolis. Em todos os simpósios sobre a temática carnavalesca, o Maestro tinha assento com participação efetiva.
Era muito comum também as pessoas da cidade compararem alguma situação desorganizada à Philarmônica. “- Os serviços do Poder Público estão uma numa tremenda esculhambação. Ninguém se entende! Tá pior que a Philarmônica Destherrense!”.
Personalidades que já Pertenceram à Entidade

Governadores, prefeitos, deputados estaduais e federais, desembargadores, promotores de justiça, procuradores, auditores, secretários de estado, artistas globais (a poderosa), empresários, comerciantes, comerciários, vereadores, militares de alta patente, estudantes e até desocupados... "Gente que toma banho com sabonete", como enfatiza o Maestro Tullo Cavallazzi.